# Зімниці-Малі
Зімниці-Малі (пол. Zimnice Małe) — село в Польщі, у гміні Прушкув Опольського повіту Опольського воєводства.
Населення — 489 осіб (2011).

## Демографія
Демографічна структура станом на 31 березня 2011 року:
|          | Загалом | Допрацездатний вік | Працездатний вік | Постпрацездатний вік |
| -------- | ------- | ------------------ | ---------------- | -------------------- |
| Чоловіки | 235     | 42                 | 163              | 30                   |
| Жінки    | 254     | 51                 | 151              | 52                   |
| Разом    | 489     | 93                 | 314              | 82                   |